# Saō Ichikawa
Saō Ichikawa (japanisch 市川 沙央 Ichikawa Saō; geboren 1979 in der Stadt Yamato in der Präfektur Kanagawa) ist eine zeitgenössische japanische Schriftstellerin. Sie wurde im Jahr 2023 für ihren Roman Hunchibakku (dt. Hunchback, 2025) mit dem 169. Akutagawa-Preis ausgezeichnet, wobei sie die erste Autorin mit einer körperlichen Behinderung ist, die den renommierten Preis erhielt.

## Hintergrund zu Autorin und Werk
Ichikawa leidet wie ihre ältere Schwester an einer Erbkrankheit (kongenitale Myopathie), die den Einsatz eines Beatmungsgeräts erfordert. Im Alltag ist sie auf einen elektrischen Rollstuhl angewiesen. Die Autorin, die sich schon seit ihrer Zeit als Schülerin gerne mit Literatur beschäftigte, plante mit zwanzig eine Laufbahn als Schriftstellerin. Zu ihren Einflüssen zählt sie Dostoevskis Der Idiot und Hermann Hesses Siddhartha und Ōe Kenzaburōs Werke, in denen ebenfalls ein Behinderter auftritt, was in der japanischen Gegenwartsliteratur nicht häufig der Fall ist. Ihrer Situation als Schwerbehinderter (jūdō shōgaisha) wurde sie vor allem nach der Dreifachkatastrophe von Fukushima (3/11) im März 2011 gewahr, als ihr klar wurde wie sehr ihr Leben von einer verlässlichen Stromzufuhr abhängt; aus diesem Anlass und weil ihr in der Berichterstattung zu 3/11 die Bezugnahme auf Personen wie sie fehlte, startete sie einen Blog, in dem sie ihre Einsprüche zu Gehör bringt und daneben auch Literaturkritiken und andere Kommentare verfasst.
Auf literarischem Gebiet hatte Ichikawa zunächst Unterhaltungsliteratur (Light Novels) geschrieben, war jedoch nicht so erfolgreich wie sie es sich erhofft hatte. Ab 2019 studierte sie an der Online-School of Human Sciences der Waseda-Universität und befasste sich dort mit Disability Studies. Ihre Abschlussarbeit hatte das Thema der literarischen Repräsentation Behinderter.
Als sie sich in der sogenannten reinen Literatur versucht, reüssiert sie mit ihrem Erstling; das Buch verkaufte sich rasch in 230.000 Exemplaren und wurde auch auf die Longlist des Internationalen Bookerpreis gesetzt. In Hunchback behandelt sie das Thema Behinderung aus der Sichtweise einer Betroffenen (jap. tōjisha), gibt aber nicht nur eine autobiographische Perspektive wieder, sondern literarisiert die Erfahrungswelt einer Behinderten zum Teil in provokativen Szenen. Pornographische Einlagen und unerwartete Wendungen dienen dazu, klischeehafte Schilderungen von Behinderten in Frage zu stellen. Neuere Texte sind u. a. Ophelia No. 2 (2024) und Mama (2025). Sie schreibt zudem Essays, Literaturkritiken und nimmt an literarischen Zwiegesprächen teil.

## Werke
- Hunchback     (ハンチバック), 2023
- Ophelia No. 23 (オフィーリア23号), 2024

## Preise und Auszeichnungen
- 2023     Bungakukai     Debütenten-Preis für Hunchback
- 2023     Akutagawa Preis für Hunchback
- 2025     Longlisted für den International Booker Prize für Hunchback